# NGC 7506
NGC 7506 (другие обозначения — PGC 70660, UGC 12406, MCG 0-59-5, ZWG 380.6) — галактика в созвездии Рыбы.
Этот объект входит в число перечисленных в оригинальной редакции «Нового общего каталога».